# Nicolas Bergasse
Pour les articles homonymes, voir Bergasse.
Nicolas Bergasse, né le 24 janvier 1750 à Lyon et mort le 28 mai 1832 à Paris, est un juriste, philosophe et homme politique français, dont l'activité s'est principalement exercée pendant le début de la Révolution au sein du courant monarchien.

## Biographie
Il est issu d'une grande famille de marchands. Il est le fils d'un négociant lyonnais, Joachim Bergasse, et de Benoite Arnaud. Il est le frère d'Alexandre Bergasse (1754-1820).
Bergasse est éduqué d'abord chez les Jésuites, puis chez les Joséphistes et enfin chez les Oratoriens. Il enseigne, de façon éphémère, la classe de philosophie et de rhétorique dans les collèges de l'Oratoire. Reprenant des études de droit, il devient avocat au présidial et secrétaire auprès du lieutenant général de la sénéchaussée de Lyon.
Arrivé à Paris en 1775, il est reçu avocat au Parlement. Fréquentant les salons, il rencontre Manuel, Jean-Jacques Rousseau, Sieyès, Lanthenas, Roland et son épouse, et devient l'ami de Jacques Pierre Brissot.
Passionné par le magnétisme animal lancé par le fameux Franz Anton Mesmer, il voit dans le mesmérisme un modèle de l’ordre social auquel il aspire. En 1783, pour soutenir financièrement le médecin allemand, il fonde, avec le banquier Guillaume Kornmann, la Société de l'Harmonie Universelle, mais se détourne bientôt du maître à qui il reproche son enrichissement personnel, et se lance dans la lutte contre le despotisme politique avec Brissot et Clavière (Société gallo-américaine).
En 1786, il profite de l'affaire d'adultère de son ami Kornmann pour faire le procès de la corruption et du despotisme, ce qui lui vaut une remarquable notoriété. Bien qu'il perde cette cause qui l’oppose à Beaumarchais, l’opinion publique soutient ses prises de position. Beaumarchais se venge en le mettant en scène dans la Mère coupable (1792) sous le nom de Bégearss.
En 1788, il adhère à la Société des amis des Noirs et plaide pour l'égalité des droits entre les hommes et la reconnaissance de certaines libertés.
En janvier 1789, il publie sa Lettre sur les États généraux , brochure où il réclame l'égalité des droits, l'abolition des ordres et une division des États généraux en deux chambres. En même temps, il se montre favorable à un pouvoir royal fort. Il estime que le monarque doit être doté d'un droit de veto absolu et réserve le suffrage censitaire aux propriétaires.
Élu député par le tiers état de Lyon aux États généraux, il se range vite du côté de Mounier, chef de file des monarchiens. Membre du Comité de constitution, il se montre réticent à une Déclaration des droits de l'homme et demande une rapide réorganisation de l'ordre judiciaire pour rétablir la justice et la liberté dans le Royaume. À partir de la période prérévolutionnaire, il soutient et développe une théorie politique particulièrement originale qui mêle profondément des considérations philosophiques et juridiques : la souveraineté de la raison universelle. Après l'adoption du monocamérisme et du veto suspensif, il démissionne du Comité de constitution le 12 septembre 1789, puis cesse de siéger à la Constituante.
En 1790, il s'oppose à la vente des biens de l'Église, aux assignats et à la création des départements, rompant ainsi avec ses amis Brissot et Condorcet. Ses objections sont fondées sur des principes monétaires et financiers mais aussi des principes de droit et de morale. En ce qui concerne les aspects monétaires, il s’appuie sur la théorie bien établie par Adam Smith des lettres de change ou doctrine des effets réels, qui rendent à ses yeux les assignats invalides comme forme de circulation. Il critique la dépossession des créanciers du clergé et l’impact négatif de cette dépossession sur le crédit. Il prédit l’érosion monétaire, la tendance à favoriser les agioteurs et la spéculation, la fuite des capitaux (métaux précieux) et l’érosion de la balance commerciale. Ami de Jean-Gabriel Peltier, il participe aux Actes des Apôtres avant de se brouiller avec lui. Après la fuite de Varennes, il devient conseiller du roi Louis XVI et lui suggère de refuser la Constitution qu'il qualifie de « grande absurdité ». Dans ses nombreux écrits, il rejette toute idée de souveraineté populaire ou de contrat social.
En septembre 1791, il épouse Perpétue de Petit-Thouars (1765-1805), sœur de Louis-Marie Aubert du Petit-Thouars (1758-1831). Pour Louis XVI, il rédige une adresse aux départements et, en juillet 1792, un projet de constitution monarchique, projet aujourd'hui disparu. Compromis, après la journée du 10 août 1792, par la découverte de sa correspondance, il entre dans la clandestinité sans chercher à émigrer. Dénoncé le 16 nivôse an II (5 janvier 1794), il est arrêté près de Tarbes, mais semble bénéficier de la protection de Barère de Vieuzac, qui retarde son transfert vers Paris. il ne comparaît que le 13 brumaire an III (3 novembre 1794), après la chute de Robespierre, devant le Tribunal révolutionnaire qui l'acquitte.
Sous la Restauration, il soutient Louis XVIII, mais le nouveau régime le déçoit rapidement. Dans un ouvrage publié en 1821, il demande l'annulation de la vente des biens des émigrés et leur indemnisation. À l'origine de la Sainte-Alliance, il combat la franc-maçonnerie et l'esprit révolutionnaire. Apprécié par Charles X, qui finit par le nommer conseiller d’État honoraire quelques jours avant la chute du régime. Profondément déçu par la Révolution de 1830, il se retire de la vie publique, deux ans avant sa mort.

## Œuvres

### Œuvres diverses
- Discours sur l'honneur, prononcé à la rentrée d'une cour souveraine, 1772; Discours ou réflexion sur les préjugés, 1774; discours sur l’humanité des juges dans l’administration de la justice criminelle, 1774 (publié en 1787); etc (textes réunis par F. D. P. dans un volume paru à Paris en 1808: Discours et fragments de M. Bergasse. Document numérisé.)
- Discours. Quelles sont les causes générales des progrès de l'industrie et du commerce, & quelle a été leur influence sur l'esprit des mœurs & des nations? Prononcé à l'Hôtel de Ville de Lyon le 21 décembre 1774, Lyon, Hublot, 1775. (publication annoncée dans le Mercure de France, avril 1775, p. 144)

Publications en faveur du mesmérisme
- Lettre d'un médecin de la faculté de Paris à un médecin du collège de Londres ; ouvrage dans lequel on prouve que le Magnétisme animal n'existe pas, 1781.
- Considérations sur le Magnétisme animal, ou sur la théorie du monde et des êtres organisés, 1784.

Publications parues dans le cadre de l'Affaire Kornmann (1787-1789)
- Mémoire sur une question d'adultère, de séduction et de diffamation, pour le sieur Kornmann contre la dame Kornmann, son épouse, le sieur Daudet de Jossan, le sieur Pierre-Augustin Caron de Beaumarchais et M. Le Noir, Conseiller d’État, ancien lieutenant de Police suivi de Pièces Justificatives, 1787.
- Observations de M. Kornmann sur un écrit de M. de Beaumarchais, 1787.
- Note de M. Kornmann relative à son procès contre Beaumarchais, 1787.
- Observations du sieur Kornmann en réponse au mémoire de M. Lenoir , 1787.
- Nouvelles Observations pour le sieur Kornmann contre M. Lenoir, 1787.
- Observations du Sieur Kornmann sur une lettre du Sieur Daudet, à l'imprimeur Muller, 1787.
- Mémoire du sieur Kornmann en réponse au mémoire du sieur de Beaumarchais, 1787.
- Observation du Sieur Kornmann sur un Écrit signé Séguin et Dubois (suivi de Réponses des Propriétaires Associés dans l’acquisition des Quinze-Vingts aux Réflexions du Sieur Kornmann), 1787.
- Discours sur l’humanité des juges dans l’administration de la justice criminelle, 1787.
- Réflexions préliminaires dans la cause du sieur Bergasse avec le prince de Nassau, 1788.
- Observations du sieur Bergasse, sur l'écrit du sieur de Beaumarchais, ayant pour titre : « Court mémoire, en attendant l'autre », dans la cause du sieur Kornmann, 1788.
- Précis pour le sieur Kornmann contre le sieur Le Page, docteur en médecine, 1788.
- Considérations sur la liberté du commerce. Ouvrage où l'on examine s'il est avantageux ou nuisible au Commerce que le transport des denrées et des Marchandises soit réduit en un privilège exclusif, Londres, 1788.
- Observations du sieur Bergasse, dans la cause du sieur Kornmann, 1789.
- Plaidoyer prononcé à la Tournelle-criminelle, le jeudi 19 mars 1789, par le sieur Bergasse, dans la cause du sieur Kornmann, 1789.

Œuvres parues pendant la Révolution française et la Restauration
Discours et Rapports prononcés à l'Assemblée constituante.
- Réflexions de M. Bergasse, ancien député à l'Assemblée Constituante, sur l'acte constitutionnel du Sénat (1814)
- Protestation contre les Assignats-Monnoie, 1790.
- Essai sur la loi, la souveraineté et la liberté de la presse, 1817.
- Essai sur la propriété, 1821. Bergasse y attaque la vente des biens nationaux, etc.

Au commencement de la Révolution française, on a fait paraître plusieurs fois sous son nom des pamphlets odieux auxquels il n'avait en aucune part.
Autres publications
- Discours [sur cette question: Quelles sont les causes générales des progrès de l'industrie et du commerce, et quelle a été leur influence sur l'esprit et les moeurs des nations? prononcé a l'Hôtel de Ville de Lyon, le 21 décembre 1774] (1775)
- Considérations sur la liberté du commerce; ouvrage où l'on examine, s'il est avantageux ou nuisible au commerce de réduire en privilege exclusif le transport des denrées & des marchandises (1780)
- Lettre d'un médecin de la faculté de Paris, a un médecin du college de Londres; : ouvrage dans lequel on prouve contre M. Mesmer, que le magnétisme animal n'existe pas (1781)

## Sources
- Maurice Lever, Pierre-Augustin Caron de Beaumarchais, Fayard, 2004, tome 3, chapitre III.
- Patrick Arabeyre, Jean-Louis Halpérin et Jacques Krynen (dir.), Dictionnaire historique des juristes français. XIIe – XXe siècles, Paris, PUF, 2007.